# Tony Garnett
Tony Garnett (Birmingham, 3 d'abril de 1936 - 12 de gener de 2020) va ser un productor i actor anglès de cinema i televisió. Més conegut per la seva associació durant tretze anys amb el director Ken Loach, la seva feina com a productor va continuar fins al segle XXI.

## Primers anys i carrera
Nascut Anthony Edward Lewis a Birmingham, va perdre els seus pares quan era jove: la seva mare Ida (née Poulton) va morir quan tenia cinc anys de septicèmia després d'un avortament al carrer i el seu pare Tom Lewis, un mecànic de garatge convertit en venedor d'assegurances, es va suïcidar dinou dies després. Tony va ser criat per la seva tia materna i el seu oncle, Emily i Harold Garnett, de qui n'adoptà el cognom quan era adolescent (tot simplificant també els seus noms), i el seu germà petit Peter va ser criat per altres parents. Garnett va estudiar a la Central Grammar School de Birmingham i psicologia al University College, London. Per la seva pròpia admissió, va passar la major part del seu temps actuant a la Drama Society i a la televisió.
Començant com a actor, Garnett va aparèixer a An Age of Kings (1960), el muntatge de la BBC de les vuit obres de teatre contigües d'història de Shakespeare, el drama legal The Boys (1962), diverses obres de televisió de David Mercer, i l'episodi Catherine (1964) a la sèrie Teletale, significativa per a la seva carrera perquè va conduir a la seva primera reunió amb el seu director, Ken Loach.

## Treball amb Ken Loach i altres
Reclutat per Roger Smith, es va convertir en ajudant de redacció d'històries a la BBC, treballant a The Wednesday Play. Les obres en què va treballar incloïen "molt, molt personal" Up the Junction (1965), dirigida per Loach, que presenta un avortament encara il·legal, però aviat va estar contractat com a productor. La més coneguda de les seves contribucions a la sèrie The Wednesday Play en aquest paper és el docudrama Cathy Come Home (1966), novament dirigit per Loach. El 1967 Garnett va presentar Loach a l'escriptor Jim Allen, que seria un dels col·laboradors del director durant un quart de segle. Garnett va treballar també amb Allen, de vegades independentment de Loach (The Lump, 1967), però també amb ell en treballs com The Big Flame (1969) d'Allen, que havia estat rodat el febrer i març del 1968, però va ser retirat de la transmissió per la BBC.
Junt amb el dramaturg David Mercer, els productors Kenith Trodd i James MacTaggart, i l'agent literari Clive Goodwin, Garnett va fundar Kestrel Productions, concebuda com una unitat autònoma connectada amb la London Weekend Television. L'arranjament va portar a la producció de disset drames de televisió en un termini de dos anys. Tanmateix, ell i els seus col·legues van trobar l'experiència tan limitant com en el període que van passar a la BBC. LWT va requerir que Garnett i els seus col·legues utilitzessin principalment el seu estudi de televisió i gravessin en cinta de vídeo, cosa que només els permetia rodar en pel·lícules i en el lloc ocasionalment. Malgrat això, com a Kestrel Films, la productora tenia interès pels llargmetratges Kes (1969), basat en la novel·la de Barry Hines, i Family Life (1971), d'una obra de televisió de David Mercer. Tots dos van ser produïts per Garnett i dirigits per Loach.
El 1969, Garnett va ser el productor de la pel·lícula The Save the Children Fund Film de Loach. Encarregada per la mateixa organització benèfica, i originalment destinada a ser projectat per LWT, va ser suprimida durant quaranta anys després que Save the Children la desautoritzés, i finalment només es va projectar el 2011 a BFI Southbank. Days of Hope (1975) va ser un serial en quatre parts per a la BBC escrit per Jim Allen i dirigit per Loach. Relata fets des de la Gran Guerra fins a la Vaga General de 1926. Una obra de dues parts Play for Today, The Price of Coal (1977), va reunir Garnett i Loach amb Barry Hines, i va ser la seva resposta al jubileu de plata de la Reina, barrejant aquesta celebració amb un accident mortal que va implicar dos miners. The Spongers (1978), escrit per Allen i dirigit per Roland Joffé, també va fer servir el rerefons del jubileu de plata, aquesta vegada en el context de les retallades de despesa del govern a l'Estat del benestar, en particular el tancament d'instal·lacions utilitzades per un nen amb dificultats d'aprenentatge.
Garnett va produir la sèrie de G.F. Newman Law and Order (1978), un quartet de drames que analitzen les mancances del sistema de justícia penal britànic. La seva emissió va donar lloc a preguntes al parlament. L'última producció de l'associació de Garnett amb Loach va ser la pel·lícula infantil Jack el Negre (1979).

## Darrers anys
Els darrers crèdits cinematogràfics de Garnett inclouen Prostitute (1980), Handgun (1983), Earth Girls Are Easy (1988) i Beautiful Thing (1996). Després de traslladar-se als Estats Units, Garnett va viure segons el principi "una pel·lícula mai no hauria de ser sobre què tracta", cosa que significa que, tot i que Earth Girls es disfressa de comèdia espacial sobre alienígenes i Follow That Bird (1985) és un estil infantil de Sesame Street, el tema real d'aquestes pel·lícules és el prejudici racial.
El 1990 va fundar World Productions, per a la qual Garnett va supervisar Between the Lines (1992–94) i This Life (1996–97) i altres produccions.
El 2009 es va difondre un correu electrònic de Garnett dins de la indústria de la televisió i es va publicar online, on argumentava que les tècniques de gestió de la BBC "ofeguen la creativitat que l'organització se suposa que és encoratjadora". Malgrat la seva participació en el sector de la producció independent, un terme que va trobar enganyós, Garnett en va ser crític. Va dir que la BBC ja no té cap interès per les "persones pobres". Quan apareixen "de tant en tant", els pobres "són somrients o ridiculitzats com a ximples."

## Vida personal i morth
El 1963 Garnett es va casar amb Topsy Jane Legge, a qui va conèixer mentre actuava al teatre amateur. Van tenir un fill, Will, i més tard es van divorciar. El 1978 es va casar amb Alexandra Ouroussoff, amb qui va tenir un altre fill, Michael; la parella es va divorciar el 1988. Va escriure una memòria, The Day the Music Died, una vida darrere de l'objectiu el 2016.
Garnett va morir el 12 de gener de 2020 després d'una curta malaltia. El van sobreviure la seva parella, Victoria Childs, i els seus fills.